# Lorraine Toussaint
Lorraine Toussaint (Isla Trinidad, Trinidad y Tobago; 4 de abril de 1960) es una actriz trinitense radicada en los Estados Unidos, más conocida por haber interpretado a Rene Jackson en la serie Any Day Now (1998-2002).

## Filmografía

### Series de TV
- Law & Order (1990-1994, 2003)
- Bodies of Evidence (1992)
- Where I Live (1993)
- Amazing Grace (1995)
- Leaving L.A. (1997)
- Any Day Now (1998-2002)
- Crossing Jordan (2002-2003)
- Ugly Betty (2006)
- Salvando a Grace (2007-2010)
- Friday Night Lights (2009-2011)
- Body of Proof (2013)
- The Fosters (2013-2014)
- Orange Is the New Black (2014)
- Forever (2014)
- Rosewood (2015)

### Películas
| Año  | Título                                         | Personaje               | Notas                  |
| ---- | ---------------------------------------------- | ----------------------- | ---------------------- |
| 1989 | Breaking in                                    | Delphine the Hooker     |                        |
| 1991 | El gran halcón                                 | Almond Joy              |                        |
| 1993 | Point of No Return                             | Beth                    |                        |
| 1994 | Mother's Boys                                  | Robert's Associate      |                        |
| 1994 | Bleeding Hearts                                | Enid Sheperd            |                        |
| 1995 | Mentes peligrosas                              | Irene Roberts           |                        |
| 1996 | Psalms from the Underground                    |                         | Cortometraje           |
| 1997 | The Spittin' Image                             |                         | Cortometraje           |
| 1998 | Fuera de control                               | Kim Garfield            | Película de televisión |
| 1998 | Black Dog                                      | Avery                   |                        |
| 1998 | Jaded                                          | Carol Broker            |                        |
| 2001 | The Sky Is Falling                             | Janie                   |                        |
| 2008 | The Gold Lunch                                 | Judge                   | Cortometraje           |
| 2009 | El solista                                     | Flo Ayers               |                        |
| 2012 | Middle of Nowhere                              | Ruth                    |                        |
| 2014 | Ask Me Anything                                | Dr. Sherman             |                        |
| 2014 | Selma                                          | Amelia Boynton Robinson |                        |
| 2019 | Historias de miedo para contar en la oscuridad |                         |                        |
| 2023 | Nimona                                         | Reina Valerin (voz)     |                        |

## Galardones y nominaciones
| Año  | Asociación                                          | Categoría                                                                      | Obra                    | Resultado |
| ---- | --------------------------------------------------- | ------------------------------------------------------------------------------ | ----------------------- | --------- |
| 1999 | NAACP Image Award                                   | Outstanding Actress in a Drama Series                                          | Any Day Now             | nominada  |
| 1999 | TV Guide Award                                      | Mejor Actriz en Dramas                                                         | Any Day Now             | nominada  |
| 1999 | Viewers for Quality Television Award                | Viewers for Quality Television Award for Outstanding Actress in a Drama Series | Any Day Now             | nominada  |
| 2000 | National Bar Association Award                      | Wiley A. Branton Award                                                         | Any Day Now             | ganó      |
| 2000 | NAACP Image Award                                   | Outstanding Actress in a Drama Series                                          | Any Day Now             | nominada  |
| 2001 | NAACP Image Award                                   | Outstanding Actress in a Drama Series                                          | Any Day Now             | nominada  |
| 2002 | NAACP Image Award                                   | Outstanding Actress in a Drama Series                                          | Any Day Now             | nominada  |
| 2003 | NAACP Image Award                                   | Outstanding Actress in a Drama Series                                          | Any Day Now             | nominada  |
| 2008 | LA Femme Filmmaker Award                            | Visionary Award                                                                |                         | ganó      |
| 2013 | Premios Independent Spirit                          | Independent Spirit Award a la mejor actriz de reparto                          | Middle of Nowhere       | nominada  |
| 2013 | Black Reel Award                                    | Best Supporting Actress                                                        | Middle of Nowhere       | nominada  |
| 2013 | Black Reel Award                                    | Best Ensemble                                                                  | Middle of Nowhere       | nominada  |
| 2014 | NewNowNext Award                                    | Best New Television Actress                                                    | Orange Is the New Black | nominada  |
| 2014 | Washington D.C. Area Film Critics Association Award | Best Ensemble                                                                  | Selma                   | nominada  |
| 2014 | Black Film Critics Circle Award                     | Best Ensemble                                                                  | Selma                   | ganó      |
| 2015 | Critics' Choice Movie Award                         | Best Ensemble                                                                  | Selma                   | nominada  |
| 2015 | NAACP Image Award                                   | Outstanding Supporting Actress in a Comedy Series                              | Orange is the New Black | nominada  |
| 2015 | Premios del Sindicato de Actores                    | Anexo:Premio del Sindicato de Actores al mejor reparto de televisión - Comedia | Orange is the New Black | ganó      |
| 2015 | Essence Black Women in Hollywood Award              | Vanguard Award                                                                 | Orange is the New Black | ganó      |
| 2015 | Black Reel Award                                    | Best Ensemble                                                                  | Selma                   | ganó      |
| 2015 | Premios de la Crítica Televisiva                    | Best Supporting Actress in a Drama Series                                      | Orange is the New Black | ganó      |
| 2015 | EWwy Awards                                         | Best Supporting Actress in a Drama                                             | Orange is the New Black | nominada  |